# 香川県道242号福田原観音寺線
香川県道242号福田原観音寺線（かがわけんどう242ごう ふくだはらかんおんじせん）は、香川県観音寺市を通る一般県道である。

## 概要
観音寺市大野原町福田原から同市昭和町に至る。

### 路線データ
- 起点：香川県観音寺市大野原町福田原（福田原交差点、香川県道241号丸井萩原豊浜線交点）
- 終点：香川県観音寺市昭和町3丁目（香川県道240号粟井観音寺線交点）
- 総延長：6.600 km

## 路線状況

### 道路施設

#### 橋梁
- 広野橋（柞田川・観音寺市柞田町）
- 福田橋（柞田川・観音寺市大野原町福田原）

他、計4橋梁132 m

## 地理

### 通過する自治体
- 観音寺市

### 交差する道路
| 交差する道路                | 交差する場所           | 交差する場所        |
| --------------------------- | ---------------------- | ------------------- |
| 香川県道241号丸井萩原豊浜線 | 大野原町福田原         | 福田原交差点 / 起点 |
| 国道377号                   | 大野原町青岡           |                     |
| 香川県道24号善通寺大野原線  | 大野原町青岡           |                     |
| 国道11号                    | 柞田町（くにたちょう） | 山王交差点          |
| 香川県道237号黒渕本大線     | 昭和町                 |                     |
| 香川県道240号粟井観音寺線   | 昭和町3丁目            | 終点                |

### 沿線
- 観音寺市立柞田小学校